# Haag bei Schwarzhofen
Haag bei Schwarzhofen ist ein Ortsteil der Gemeinde Schwarzhofen im Oberpfälzer Landkreis Schwandorf (Bayern). Haag bei Schwarzhofen hieß anfänglich nur Haag und erhielt erst 1926 den Zusatz bei Schwarzhofen.

## Geographische Lage
Haag bei Schwarzhofen befindet sich ungefähr drei Kilometer nördlich von Schwarzhofen und 1,5 Kilometer nordöstlich der Staatsstraße 2040 zwischen dem See-Weiher-Bach und dem Hundsbach, die beide etwa einen Kilometer weiter westlich in die Schwarzach münden. Der Hundsbach entspringt westlich von Haag im Gemeindeholz, der See-Weiher-Bach östlich von Haag. Haag bildet die nördliche Grenze des Neunburger Granitmassivs, das sich auf einer Fläche von 70 Quadratkilometern bis Schellhof im Osten von Neunburg vorm Wald erstreckt. Außer Feldspat, Quarz, Biotit und Muskovit sind noch Flussspat, Uran und Thorium im Neunburger Granit enthalten.

## Geschichte

### Anfänge bis 18. Jahrhundert
Haag (auch: Hag) wurde in den Musterungsregistern 1522 und 1572 mit 8 Mannschaften aufgeführt.
1622 gab es in Haag vier Höfe, vier Güter und eine Sölde. 1631 gehörte Haag zum inneren Amt Neunburg vorm Wald und hatte vier Höfe, drei Güter, ein Häusel, einen Inwohner (Hütmann), 80 Rinder, 21 Schweine, 79 Schafe, 4 Ziegen und 2 Bienenstöcke.
1661 nach Ende des Dreißigjährigen Krieges gehörten in Haag vier Höfe, drei Güter, ein Häusel, zwei Inwohner (ein Schäfer, ein Hüter), ein Pferd, 51 Rinder, 13 Schweine, 64 Schafe, 4 Ziegen und 4 Bienenstöcke zum inneren Amt Neunburg und ein Gut, ein Pferd, 11 Rinder, 3 Schweine und 18 Schafe zum Kloster Walderbach.
Laut Herdstättenbescheid von 1762 hatte Haag 9 Anwesen, ein Nebenhäusel, ein Hüthaus, 7 Inwohner (darunter ein Hüter und ein Schweinehirt).
Ende des 18. Jahrhunderts wurden für Haag 10 Anwesen und ein Gemeinde-Hüthaus aufgeführt.

### 19. Jahrhundert bis Gegenwart
Entsprechend einer Verordnung von 1808 wurde das Landgericht Neunburg vorm Wald in 55 Steuerdistrikte unterteilt. Dabei bildete Haag bei Schwarzhofen mit den Ortschaften Denglarn, Girnitz, Höfen bei Uckersdorf, Krimling, Laubenhof, Raggau und Uckersdorf einen Steuerdistrikt. Haag hatte zu dieser Zeit 11 Anwesen, 73 Einwohner, einen Schneider und einen Weber.
1820 wurden Ruralgemeinden gebildet. Dabei entstand die Ruralgemeinde Haag, die aus der Ortschaft Haag mit 11 Familien, der Ortschaft Krimling mit 5 Familien und der Ortschaft Laubenhof mit einer Familie bestand.
Von 1830 bis 1972 bildete Haag bei Schwarzhofen zusammen mit den Ortschaften Denglarn, Krimling, Laubenhof und Raggau eine selbständige Gemeinde.
Zum Stichtag 23. März 1913 (Osterfest) wurde Haag als Teil der Pfarrei Schwarzhofen mit 10 Häusern und 87 Einwohnern aufgeführt.
Am 1. Januar 1972 wurde die Gemeinde Haag bei Schwarzhofen in die Gemeinde Schwarzhofen eingegliedert.
Am 31. Dezember 1990 hatte Haag 48 Einwohner und gehörte zur Pfarrei Schwarzhofen.

## Einwohnerentwicklung der ehemaligen Gemeinde Haag
| Jahr | Einwohner |
| ---- | --------- |
| 1840 | 219       |
| 1861 | 267       |
| 1867 | 272       |
| 1871 | 269       |
| 1890 | 280       |
| 1900 | 275       |
| 1910 | 278       |

| Jahr | Einwohner |
| ---- | --------- |
| 1919 | 294       |
| 1933 | 300       |
| 1939 | 268       |
| 1946 | 273       |
| 1950 | 264       |
| 1961 | 210       |